# تل کوشک
تل کوشک، روستایی در دهستان چنارشاهیجان بخش مرکزی شهرستان کوه‌چنار در استان فارس ایران است.

## جمعیت
بر پایه سرشماری عمومی نفوس و مسکن در سال ۱۳۹۵، جمعیت این روستا برابر با ۱٬۳۰۹ نفر (۳۷۵ خانوار) بوده است.